# Reina Hispanoamericana 2015
La 25° edición del Reina Hispanoamericana se realizó el 24 de octubre de 2015 en Santa Cruz, Bolivia. 24 candidatas representantes de diferentes países y territorios autónomos compitieron por el título. Al final del evento Romina Rocamonje, Reina Hispanoaméricana 2014 de Bolivia coronó como su sucesora a Sofía del Prado Prieto de España como  Reina Hispanoamericana 2015.
El evento fue transmitido en vivo por Unitel y vía Internet para toda Hispanoamérica y el resto del mundo.

## Resultados
| Posición                       | Candidata |
| ------------------------------ | --- |
| Reina Hispanoamericana 2015    | - España - Sofía del Prado Prieto                                                                                                 |
| Virreina Hispanoamericana 2015 | - Paraguay - Laura Leticia Garcete Riveros Δ                                                                                      |
| Primera finalista              | - Aruba - Digene Zimmerman |
| Segunda Finalista              | - Venezuela - Karielys Cuadros Rodríguez                                                                                          |
| Tercera Finalista              | - Argentina - Yoana del Carmen Don Marozzi                                                                                        |
| Cuarta Finalista               | - Curazao - Neyda Juliana Lithgow Batista                                                                                         |
| Top 9                          | - Panamá - Carmen Isabel Jaramillo Velarde - República Dominicana - Sophinel Mariel Báez Santos - México - Sandra Ahumada Treviño |

- (Δ) Votada por el público vía internet para completar el cuadro de finalistas.

Laura Garcete (Δ) de Paraguay entró al Cuadro de Finalistas y quedó de Virreina Hispanoamericana 2015.

## Relevancia Histórica
- España gana su primera corona de Reina Hispanoamericana.

- Paraguay gana el título de Virreina por cuarta vez, convirtiéndose en el segundo país tras Venezuela.

- Curazao, México, Venezuela y Panamá repiten clasificaciones a finalistas.

- Venezuela clasifica a finalista por cuarto año consecutivo.

- México clasifica a finalista por tercer año consecutivo.

- Curazao y Panamá clasifican a finalista por segundo año consecutivo.

- República Dominicana y Paraguay clasificó por última vez en 2013.

- España clasificó por última vez en 2012.

- Argentina clasificó por última vez en 2010.

- Aruba clasifica por primera vez y alcanza su posición más alta en el certamen.

- Bolivia rompe una racha de 7 clasificaciones consecutivas.

## Jurado Calificador
- Patricia Franco de Godoi, Miss Brasil 1991 y Reina Sudamericana 1991.

- Liliana González Mena, Miss Paraguay 1994 y Reina Sudamericana 1994.

- José María Leyes, Honorable Alcalde de Cochabamba.

- Henry Flores Zeballos, Reconocido Artista Plástico.

- Peter O'Toole, Cónsul General Honorable de Irlanda.

- Martin Dockweiler, Presidente de la Fundación UDABOL.

- Willian Áñez, Destacado Artista cruceño.

## Gala de la Belleza Hispana
| Premio                  | País                 | Delegada                          |
| ----------------------- | -------------------- | --------------------------------- |
| Miss Deporte Patra      | España               | Sofía del Prado Prieto            |
| Mejor Traje Típico      | Haití                | Carène Vertus                     |
| Chica Amazonas          | Bolivia              | Paula Caroline Schneider Aguilera |
| Miss Cielo              | Perú                 | Claudia Francesca Manrique López  |
| Mejor Cabellera Sedal   | Ecuador              | María Guadalupe Arias Mendoza     |
| Mejor Sonrisa Orest     | Venezuela            | Karielys Cuadros Rodríguez        |
| Miss Elegancia Rosamar  | España               | Sofía Del Prado Prieto            |
| Miss Silueta Paceña     | República Dominicana | Sophinel Mariel Báez Santos       |
| Miss Amistad y Simpatía | Colombia             | María Fernanda Daza Ramírez       |

## Candidatas
24 candidatas compitieron por la corona de Reina Hispanoamericana: 
(En la tabla se utiliza su nombre completo, los sobrenombres van entrecomillados y los apellidos utilizados como nombre artístico, entre paréntesis; fuera de ella se utilizan sus nombres «artísticos» o simplificados).
| País/Territorio      | Candidata                           | Edad | Estatura | Ciudad de origen         |
| -------------------- | ----------------------------------- | ---- | -------- | ------------------------ |
| Argentina            | Yoana del Carmen Don Marozzi        | 24   | 1.80     | Santiago del Estero      |
| Aruba                | Digene Marilyn Zimmerman            | 21   | 1.75     | Oranjestad               |
| Bolivia              | Paula Caroline Schneider Aguilera   | 21   | 1.75     | Santa Cruz               |
| Brasil               | Larissa Diniz Dienstmann            | 20   | 1.72     | Brasilia                 |
| Chile                | Sofía del Rocío Saavedra Valderrama | 24   | 1.76     | Viña del Mar             |
| Colombia             | María Fernanda Daza Ramírez         | 25   | 1.72     | Villanueva               |
| Costa Rica           | Brenda Muñoz Hernández              | 21   | 1.75     | Guanacaste               |
| Cuba                 | Lisandra Silva                      | 20   | 1.78     | La Habana                |
| Curazao              | Neyda Juliana Lithgow Batista       | 25   | 1.73     | Willemstad               |
| Ecuador              | María Guadalupe Arias Mendoza       | 24   | 1.72     | Quito                    |
| España               | Sofía del Prado Prieto              | 20   | 1.82     | Albacete                 |
| El Salvador          | Denisse Saraí Deras Méndez          | 22   | 1.74     | San Salvador             |
| Estados Unidos       | Tamisha Rivera Camacho              | 23   | 1.75     | Miami                    |
| Guatemala            | Thalía Raquel Carredano Tobar       | 23   | 1.70     | Ciudad de Guatemala      |
| Haití                | Carène Vertus                       | 24   | 1.72     | Puerto Príncipe          |
| México               | Sandra Ahumada Treviño              | 22   | 1.78     | Tampico                  |
| Nicaragua            | María Alejandra Gross Rivera        | 21   | 1.75     | Managua                  |
| Panamá               | Carmen Isabel Jaramillo Velarde     | 20   | 1.78     | La Chorrera              |
| Paraguay             | Laura Leticia Garcete Riveros       | 26   | 1.74     | Asunción                 |
| Perú                 | Claudia Francesca Manrique López    | 20   | 1.76     | Callao                   |
| Puerto Rico          | Naneishka Marrero Nieves            | 23   | 1.66     | Dorado                   |
| República Dominicana | Sophinel Mariel Báez Santos         | 25   | 1.80     | San Francisco de Macorís |
| Uruguay              | Carolina “Caro” Bonti Machado       | 22   | 1.75     | Montevideo               |
| Venezuela            | Karielys Cuadros Rodríguez          | 19   | 1.73     | Cantaura                 |

## Premiaciones especiales en Títulos Previos
| Resultado          | Candidata                                  |
| ------------------ | ------------------------------------------ |
| Miss Deporte Patra | - España - Sofía del Prado Prieto          |
| Segundo lugar      | - Colombia - María Fernanda Daza Ramírez   |
| Tercer lugar       | - Argentina - Yoana del Carmen Don Marozzi |

| Resultado              | Candidata                                                                        |
| ---------------------- | -------------------------------------------------------------------------------- |
| Miss Elegancia Rosamar | - España - Sofía del Prado Prieto                                                |
| Top 3                  | - Panamá - Carmen Isabel Jaramillo Velarde - Costa Rica - Brenda Muñoz Hernández |

| Resultado      | Candidata                                                                                  |
| -------------- | ------------------------------------------------------------------------------------------ |
| Chica Amazonas | - Bolivia - Paula Caroline Schneider Aguilera                                              |
| Top 3          | - Costa Rica - Brenda Muñoz Hernández - República Dominicana - Sophinel Mariel Báez Santos |

| Resultado           | Candidata                                                                                       |
| ------------------- | ----------------------------------------------------------------------------------------------- |
| Mejor Sonrisa Orest | - Venezuela - Karielys Cuadros Rodríguez                                                        |
| Top 3               | - Panamá - Carmen Isabel Jaramillo Velarde - República Dominicana - Sophinel Mariel Báez Santos |

| Resultado           | Candidata                                                                          |
| ------------------- | ---------------------------------------------------------------------------------- |
| Miss Silueta Paceña | - República Dominicana - Sophinel Mariel Báez Santos                               |
| Top 3               | - Colombia - María Fernanda Daza Ramírez - Curazao - Neyda Juliana Lithgow Batista |

| Resultado             | Candidata                                                                                |
| --------------------- | ---------------------------------------------------------------------------------------- |
| Mejor Cabellera Wella | - Ecuador - María Guadalupe Arias Mendoza                                                |
| Top 3                 | - Argentina - Yoana del Carmen Don Marozzi - Bolivia - Paula Caroline Schneider Aguilera |

| Resultado          | Candidata |
| ------------------ | --- |
| Mejor Traje Típico | - Haití - Carène Vertus |
| Top 5              | - Aruba - Digene Zimmerman - Colombia - María Fernanda Daza Ramírez - Nicaragua - María Alejandra Gross Rivera - Venezuela - Karielys Cuadros Rodríguez |

### Retiros
- Honduras
- Europa Hispana

### Regresos
- Aruba - compitió por última vez en 2011.
- Guatemala - compitió por última vez en 2013.

## Crossovers
Miss Universo
- 2014:  Aruba - Digene Zimmerman
- 2017:  España - Sofía del Prado Prieto (Top 10)
- 2020:  Panamá - Carmen Jaramillo

Miss Mundo
- 2014:  Argentina - Yoana del Carmen Don

Miss Tierra
- 2014:  Guatemala - Thalia Carredano
- 2015:  Panamá - Carmen Jaramillo
- 2016:  Costa Rica - Brenda Muñoz

Miss Internacional
- 2010:  República Dominicana - Sophinel Mariel Báez
- 2016:  Argentina - Yoana del Carmen Don (Top 15)

Miss Supranacional
- 2011:  República Dominicana - Sophinel Mariel Báez (Top 20)
- 2013:  Nicaragua - Alejandra Gross

Miss Grand Internacional
- 2014 -  Nicaragua - Alejandra Gross
- 2017:  Argentina - Yoana del Carmen Don

Miss Intercontinental
- 2013:  Costa Rica - Brenda Muñoz  (Top 15)
- 2015:  El Salvador - Denisse Deras

Miss Continente Unidos
- 2013:  Paraguay - Laura Garcete
- 2013:  Costa Rica - Brenda Muñoz

Reinado Internacional del Café
- 2011:  República Dominicana - Sophinel Mariel Báez (Ganadora)
- 2013:  Perú - Claudia Manrique

Miss Caraïbes Hibiscus
- 2013:  Haití - Carène Vertus

Miss Belleza Internacional
- 2011:  Puerto Rico - Naneiska Marrero (Ganadora)

Miss Pacífico y del Caribe
- 2014:  Costa Rica - Brenda Muñoz (Ganadora)

Miss Teenager World
- 2009:  Nicaragua - Alejandra Gross

Miss Latinoamérica
- 2012:  Nicaragua - Alejandra Gross

## Crossovers Nacional
- Aruba - Digene Zimmerman fue Miss Aruba Universo 2014

- Argentina - Yoana del Carmen Don fue Miss Argentina Mundo 2014

- Bolivia - Paula Schneider fue Miss Santa Cruz 2015 y Miss Bolivia Universo 2015; fue destituida de ambos títulos por indisciplina

- Brasil - Larissa Diertmann, Garota Verão Oásis do Sul 2010, Miss Mundo Trindade & Martim Vaz 2015 y fue finalista del Miss Mundo Brasil 2015

- Chile - Sofía Saavedra, Miss Cuerpo y segunda finalista de Miss Mundo Chile 2015

- Colombia - Maria Fernanda Daza,  Señorita Guajira 2014, Tercera Princesa del Señorita Colombia 2014

- Curazao  - Neyda Lithgow fue primera finalista del Miss Curacao 2015

- España - Sofía Del Prado Prieto fue Reina Belleza España 2013 y segunda finalista Miss España Universo 2015

- Ecuador - Guadalupe Arias fue cuarta finalista del Miss Ecuador 2015

- El Salvador - Denisse Deras es Miss Intercontinental El Salvador 2015

- Estados Unidos - Tamisha Rivera, Miss Mundo Latina Usa 2015-2016.

- Guatemala - Thalia Carredano fue Miss Guatemala Panamericana 2014, Miss Tierra Guatemala 2014

- Haití - Carene Vertus fue Miss Caribes Hibiscus Haití 2013

- México - Sandra Ahumada fue Cuarta Finalista de Nuestra Belleza México 2014

- Nicaragua -  Alejandra Gross es una reconocida modelo Nicaragüense, Nuestra Belleza Nicaragua 2011 (2.ª finalista), Miss Earth Nicaragua; (1.ª finalista) – Reina del Carnaval Alegría por la vida 2012 (Ganadora) y Nuestra belleza 10 (Concurso de un canal de televisión) y es la ganadora del título Nuestra Belleza Nicaragua 2013

- Perú - Claudia Manrique fue Miss Teen Lima 2012, Miss Callao Internacional 2012,  Reina del Café Perú 2013 y Top 10 de Miss Perú Universo 2015

- Paraguay - Laura Garcete fue Miss Yacht Model International Paraguay 2012, Miss Continentes Unidos Paraguay 2013, 1.ª finalista de Miss Paraguay Universo 2014 y Miss Universo Paraguay 2015 (Destituida)

- Panamá - Carmen Jaramillo, participó en el Miss Panamá 2014 y resultó de Miss Panamá Latinoamérica 2014 pero renunció a su corona y es Miss Earth Panamá 2015.

- Puerto Rico - Naneiska Marrero fue Miss Puerto Rico Belleza Latina 2010

- República Dominicana - Sofinel Báez fue Miss República Dominicana Internacional 2010, Miss República Dominicana del Café 2011, Miss República Dominicana Supranacional 2011, Reina Internacional del Café 2011 y Miss Princess América 2014.

- Venezuela - Karielys Cuadros es primera finalista del Miss Venezuela Mundo 2015